# Gyraulus chinensis
Gyraulus chinensis är en snäckart som först beskrevs av Dunker 1848.  Gyraulus chinensis ingår i släktet Gyraulus, och familjen posthornssnäckor. IUCN kategoriserar arten globalt som livskraftig. Arten är tillfälligt reproducerande i Sverige.